# Peritrichia vansoni
Peritrichia vansoni är en skalbaggsart som beskrevs av Schein 1959. Peritrichia vansoni ingår i släktet Peritrichia och familjen Melolonthidae. Inga underarter finns listade i Catalogue of Life.